# 永發置業
永發置業有限公司，簡稱永發置業（英語：Winfair Investment Company Limited，港交所：0287），是在1971年8月，由伍時華及蘇秋靈創立。現時主要業務在香港經營房地產及股票投資，屬於小型地產發展商。
總部位於香港九龍佐敦道51號利僑大廈5樓。地產項目則只有九龍馬頭涌道60-64號，以及青山道201-203號物業，至於董事局及高級管理層方面，基本上全部也是家庭成員。包括伍時華、伍大偉，以及伍大賢為常務董事，蘇國樑，以及蘇國偉為非常務董事，陸海林、吳志揚，以及陳雪菲為獨立非常務董事。

## 連結
- WinfairInvestment.com （页面存档备份，存于）